# ¡Hola Señor León!
¡Hola Señor León! es una película de Argentina filmada en Eastmancolor dirigida por Mario Sabato según su propio guion escrito en colaboración con Mario Mactas que se estrenó el 6 de septiembre de 1973 y que tuvo como actor principal a Juan Sabato.

## Sinopsis
Las aventuras en África de un niño argentino.

## Reparto
- Juan Sabato

## Comentarios
Carlos Burone opinó:

”Un aburrido film argentino sobre el África y la ley moral que gobierna a los animales…Se aproxima peligrosamente a un audiovisual…peca de reiterativo.”

Manrupe y Portela escriben:

”La primer película argentina filmada en Kenia, África, curiosa en su aspecto documental y para nada orientada a lo comúnmente catalogado como infantil.”